# Louis Aniweta
Lewis Aniweta Iteanychukwu est un footballeur international rwandais d'origine nigériane, né le 10 juillet 1984.